# Supercopa Russa de Voleibol Masculino de 2021
A Supercopa Russa de Voleibol Masculino de 2021 foi a 14.ª edição deste torneio organizado anualmente pela Federação Russa de Voleibol (em russo:  Всероссийская федерация волейбола, VFV). A competição ocorreu na cidade de Moscou e participaram do torneio a equipe campeã e vice-campeã da Superliga Russa de 2020–21.
O Dínamo Moscou se sagrou campeão pela terceira vez da competição ao derrotar o Zenit São Petersburgo por 3 sets a 1.

## Formato da disputa
O torneio foi disputado em partida única, válido pela segunda rodada da Superliga Russa de 2021–22.

## Equipes participantes
| Equipe                | Cidade          | Qualificação                                              | Última participação |
| --------------------- | --------------- | --------------------------------------------------------- | ------------------- |
| Dínamo Moscou         | Moscou          | Campeão da Superliga Russa e da Copa da Rússia de 2020–21 | 2017                |
| Zenit São Petersburgo | São Petersburgo | Vice-campeão da Superliga Russa de 2020–21                | 2018                |

## Resultado
| Data   | Hora  |               | Placar |                       | Set 1 | Set 2 | Set 3 | Set 4 | Set 5 | Total  | Relatório |
| ------ | ----- | ------------- | ------ | --------------------- | ----- | ----- | ----- | ----- | ----- | ------ | --------- |
| 10 out | 18:30 | Dínamo Moscou | 3–1    | Zenit São Petersburgo | 26–24 | 25–21 | 21–25 | 29–27 |       | 101–97 | Relatório |

## Premiação
| Supercopa Russa de 2021            |
| ---------------------------------- |
| Dínamo Moscou Campeão (3.º título) |